# Каунас (аэропорт)
Каунасский международный аэропорт (IATA: KUN, ICAO: EYKA) — гражданский аэропорт в Каунасе, второй по пассажироперевозкам и первый по грузовым перевозкам аэропорт в Литве.

## Общая информация
Построен в Каунасском районе у посёлка Кармелава в 1988 году. Находится в 13 километрах к северо-востоку от центра Каунаса.
До него в качестве аэропорта Каунаса использовался построенный Германией в 1915 г. военный аэродром в Алексотасе в 3 километрах южнее центра города. Аэродром в Алексотасе с 1921 г. использовался и как гражданский аэродром. В 1988 г. главный аэродром Каунаса из Алексотаса был передислоцирован в Кармелаву. Аэродром в Алексотасе используется как спортивный аэродром для выполнения культурно-просветительных и спортивных мероприятий, в нем базируется Каунасский аэроклуб. С 1993 до 2005 г. главный Каунасский аэропорт был аэродромом постоянного базирования авиакомпании “Air Lithuania”, выполнявшей полеты из Каунаса в Гамбург, Будапешт, Билунд (Дания), Мальмё и Осло.
Каунасский аэропорт обладает взлетно-посадочной полосой  длиной  3,25 км и шириной 45 м. Имеется 3 рулёжныe дорожки. На перроне аэродромного комплекса расположено 15 мест стоянок для различных типов воздушных судов. Аэропорт может принимать самолеты практически всех типов. В 2008 г. был открыт новый трехэтажный пассажирский терминал. 
В начале мая 2010 г. в Каунасском аэропорту первую в Восточной и Центральной Европе базу открыла авиакомпания Ryanair. Каунасский аэропорт планирует дальнейшее расширение.
В настоящее время прямыми полётами из Каунасского международного аэропорта можно добраться в 11 стран мира. Аэропорт находится в ведомстве Министерства сообщения Литовской Республики.

## Статистика аэропорта Каунас
Данные из запроса в Викиданные.

## Авиакомпании и направления

### Грузовые авиакомпании
- ASL Airlines
- FedEx
- SprintAir
- TNT
- UPS

## Транспорт
От Каунаса до аэропорта можно добраться на такси, на общественном транспорте и на 120-м маршрутном микроавтобусе. Сообщение с аэропортом обеспечивают автобусы 29 маршрута, которые отходят от центрального железнодорожного вокзала города в аэропорт и обратно в центр города. Высадка и посадка в аэропорту осуществляется  у входа в терминал. Продолжительность поездки около 30 минут. 120-й маршрутный микроавтобус отходит от Старого города (Каунасского замка) в аэропорт и обратно.
Из Каунасского аэропорта в Вильнюс, Клайпеду, Ригу (Латвия) и Минск (Беларусь) и обратно курсируют экспресс-автобусы. Автобусное сообщение между аэропортом Каунаса и Ригой (Латвия) обеспечивает трансферная компания Flybus (www.flybus.lv). Автобусы в Ригу и из Риги курсируют в соответствии с графиком, привязанным к прилёту и вылету рейсов Ryanair.